# 德尼·迪謝納
德尼·奧古斯特·迪謝納（法語：Denis Auguste Duchêne；1863年1月4日—1940年5月18日），是一位法國陸軍將領，在第一次世界大戰後期西線戰場擔任要職，負責指揮第六軍團。